# Zawojki (przystanek kolejowy)
Zawojki – zlikwidowany wąskotorowy przystanek osobowy w Rozogach na linii kolejowej Spychowo Wąskotorowe – Myszyniec, w gminie Rozogi, w powiecie szczycieńskim, w województwie warmińsko-mazurskim, w Polsce.